# Alderaan
Az Alderaan a Csillagok háborúja elképzelt univerzumának egyik bolygója. A Magvilágok nevű, belső galaktikus övben lévő Alderaan-rendszer második bolygója volt. Sok, később híressé vált személy született itt, ilyen például Bail Organa vagy Ulic Qel-Droma. A mérsékelt éghajlatú bolygó főként természetes szépségéről vált híressé a galaxisban, ezért az alderaaniak igyekeztek ebből a lehető legtöbbet érintetlenül hagyni.
Tarkin nagymoff a Galaktikus Birodalom idején a  béke érdekében elkészített első Halálcsillag nevű harcbázissal erőfitogtatás és megfélemlítés, valamint bizonyítékeltüntetés gyanánt Y. e. 0-ban felrobbantotta a békés és fegyvertelen bolygót.

## Földrajza
Az Alderaan rendszer fényes napja ellenére a bolygó felszíne kissé zord, hűvös volt. Az Alderaan területének legnagyobb részét vadregényes, füves vidékek és régebbi időkben keletkezett hegységek uralták. A nagy kiterjedésű óceánok  és beltengerek megteremtették a szükséges feltételeket egy változatos állat- és növényvilág kialakulásához. Az Alderaan több Galaxis-szerte híres állatfajnak adott otthont. Ilyenek például a nerfek és a thranták.
Az alderaaniak több várost is felépítettek az idők folyamán, ám mindvégig figyelembe vették azt, hogy a természetet minél kevésbé bolygassák meg. Crevasse Cityt egy kanyon falára építették, így az égből szemlélve szinte láthatatlan. A többi várost inkább a partok közelében létesítették, vagy a jégtakarók közelében hozták létre őket. A leginkább egyeteméről híres főváros, Aldera egy kis szigetre épült.
Alderaan egyik híres helyszíne az ismeretlen ok miatt kihalt killikek akkori hatalmas fővárosa. Filozófusok, költők, művészek egyaránt szívesen látogatták ezt a helyet, hogy itt szerezzenek ihletet munkájukhoz, vagy éppen csak meditáljanak a rég letűnt civilizáció maradványain.
A bolygónak nem volt túl sok óceánja, viszont egy vastag, sarki jégpáncél létrejött rajta. Vizeinek másik részét több ezer tó és folyó alkotta.

## Élővilága
Az Alderaan több mint nyolcezer növényfajnak adott otthont. Füvek, vadvirágok, fűszernövények egyaránt megéltek itt.
Ismertebb állatok:
- Nerf
- Grazer
- Thranta
- Cserkészmadár
- Gyapjas moly
- Oozle
- Manka macska

## Társadalom
Alderaan kultúrája Galaxis-szerte híres volt, a magas színvonalú oktatás, a tehetséges színészek és más művészek egyaránt növelték a bolygó kulturális hírét. Alderaan képviselete a Galaktikus Szenátusban és a későbbi Birodalmi Szenátusban is fontos szerepet játszott.
Az alderaaniak általánosságban véve igen műveltek és kulturáltak voltak. A költők és más művészek nagy része ezen a bolygón született és élt. Híresek voltak ezenkívül az alderaani fűfestmények.
A fűszernövények és egyéb, főzésre alkalmas növények választékossága, és az itteni szakácsok leleményessége folytán az alderaani konyhát a Galaxisban elismertként tartották számon. Ezenkívül a híres alderaani fűszerezett bor az egyik legkeresettebb cikk volt.
Alderaan exportbevételének egy jelentősebb részét a borok, művészeti-, illetve luxuscikkek tették ki.
Az alderaaniak 17 éves koruktól felnőttnek számítottak. Szokásban volt, hogy hajukat ettől kezdve sohasem vágták le. A Nagy klónháború hatalmas pusztítását követően a kormány minden fegyvert betiltott. Minden meglévő fegyvert egy nagy szállítóhajóra raktak, és véletlenszerű ugrásokat beprogramozva a végtelen űrbe küldték.

## Kormányzás
Bár Alderaan államformáját és törvényalkotását tekintve demokratikus volt, legfőbb vezetője mégis örökölte uralkodói címét. Az Organa Királyi Ház elnöklése alatt működött a Legfelsőbb Bíróság, és az Alderaani Főtanács. A "herceg", az "első elnök", a "királynő" és az "alkirály" cím egyaránt használatos volt az alderaani uralkodók körében. Alderaan történelmének egyik időszakában egy bizonyos "vezir" is segítette az uralkodó munkáját.
Alderaan kormánya szándékosan közvetítette úgy egy-egy politikus bolygóról való távozásáról vagy érkezéséről szóló információkat, hogy ne lehessen következtetni az űrhajó mivoltára.
Több évtizeddel a Klónháborúk kirobbanása előtt a bolygón konfliktus támadt a két legfőbb uralkodói ház, az Organa-ház és az Antilles-ház között. Az így feltámadt bizonytalanságban még három kívülálló szavazásával sem tudták eldönteni, hogy ki legyen Alderaan következő alkirálya. Ezért a bolygó a Jediktől kért segítséget. Az ide érkező Jedi, Jorus C'baoth végül az Organa-házat jelölte ki a trón jogos követőjének.
A korábbi híres szenátor, Bail Organa, akinek a rangját titokban fogadott lánya, Leia Organa Solo töltötte be a Birodalmi Szenátusban, hazájában tartózkodott, amikor Y. e. 0-ban a Birodalom megsemmisítette az Alderaant.

## Történelem
A bennszülött killikek körülbelül Y. e. 35 000 körül építették fel az oroboroi Földvárakat. (Az "oroboro" név „Alderaan” bennszülöttek által használt megnevezése).
A killikeknek valamiképp sikerült gyarmatosítani a közeli Alsakant. Y. e. 30 000-ben azonban, vagy a hozzájuk hasonló celestiaiak, vagy a bekövetkező készlethiány miatt elhagyták a bolygót. A Galaxis többi népe ezért jó ideig úgy hitte, hogy a killikek egy már régóta kihalt fajnak tekinthetők. Ezt azonban később az Ismeretlen Régiókban való felfedezésük cáfolta. Az első emberi lakosok Y. e. 27 000 körül érkeztek a Coruscantról, majd egy békés és a természettel összhangban lévő civilizációt kezdtek el felépíteni. Alderaan Y. e. 25 000-ben a Galaktikus Köztársaság Mag-alapítója, valamint a korai hiperűrkutatások egyik kezdőpontja is volt. Ezenkívül a bolygón működött a korai hajógyár, az Alderaani Királyi Mérnökség. Többek közt erről a bolygóról telepítették át a Nim Dorvis új lakosságának egy részét. Y. e. 3667-ben a Galaktikus Polgárháború idején a Sithek támadást indítottak Aldeeran ellen, de a köztársasági Havoc kommandóegység Jace Malcolm köztársasági katonával az élén, valamint Satele Shan jedi mesternő segítségével legyőzték és kiverték a bolygóról a Sitheket. Y. e. 27-ben, az Ashaar Khorda krízis alatt Eeth Koth Jedi mester személyesen védte a bolygót.

### Klónháborúk
Az Alderaan mindig is ellenezte a Hadseregfelállítási törvény-t, ám a Klónháborúk alatt mindvégig kitartott a Galaktikus Köztársaság mellett. Miután az Andoról és más szeparatista világokról érkező, számtalan, a Köztársasághoz hűséges állampolgár másik bolygóra való áttelepülését segítő „Menekültek Segítéséért Mozgalom”-hoz az Alderaan is csatlakozott, az egyébként is igen központi helyen elhelyezkedő bolygó igazi menekült-befogadó fellegvárrá vált. A Klónháborúk szörnyű évei alatt Grievous tábornok személyesen is vezetett támadást a bolygó ellen. Alderaan ez idő alatt súlyos károkat szenvedett.
Az Új Rend bevezetésével Breha Organa királynő és Bail Organa örökbefogadták Leia Amidala Skywalkert. Mivel a Galaktikus Birodalom szinte teljesen szétzúzta a Jedi rendet, az életben maradt Jediknek mindenképpen el kellett rejtőzniük. Ylenic It'kla Jedi lovag például az Alderaanon telepedett meg, miután Palpatine elrendelte szülőbolygójának, a Caamasnak a kiürítését. Itt aztán megbízottként tevékenykedett tovább a caamasi maradvány tagjaként, valamint fontos tanácsadója volt az Organa-családnak.

### Galaktikus polgárháború
Közvetlenül a Galaktikus Birodalom kikiáltása után az Alderaan a Birodalom-ellenes megmozdulások egyik központja lett. A tiltakozásokat kiváltó fő ok a menekültek hazatérésére kivetett adó volt. Pár év elteltével a bolygó a lázadók egyik legfontosabb támpontja lett.
Amikor Y. e. 2-ben Bail Organa, Mon Mothma és Garm Bel Iblis ténylegesen megalapította a Lázadók Szövetségét, sok alderaani még a Klónháborúk friss emlékei ellenére is felajánlotta segítségét és támogatását. A Szövetség korai harcosai és tisztjei között rengeteg alderaani is helyet foglalt.
Miután az Alderaan fregattjait és más hadi űrhajóit szétbontották, valamint a bolygó fegyvereit egybe hordták, egy Another Chance (Újabb esély) nevű hadihajóra rakták mindezeket. Ezután az űrjárművet folyamatos hiperűrugrásokra programozták be, az Alderaani Főtanács irányításával. Náluk egyelőre még nem jött el az idő arra az alkalomra, hogy harcra készüljenek.

## Alderaan ismert királynői
- Mazicia Organa (Y. e. 22 előtt – Y. e. ?)
- Breha Organa (Y. e. 22 előtt vagy után – Y. e. 0)

A bolygó megsemmisülése után Y. e. 0-ban a királynői cím valójában megszűnt, ám Leia Organa Solo mégis igényt tartott rá.

## Ismert első elnökök és/vagy alkirályok
- Bail Organa

## Alderaan ismert szenátorai
- Ravein (Y. e. ?)
- Agrippa Aldrete (Y. e. 33 előtt)
- Bail Antilles (Y. e. ? – Y. e. 32)
- Bail Organa (Y. e. 32 – Y. e. 1)
- Leia Organa (Y. e. 1 – Y. e. 0)
- Leia Organa (Y. u. 5 – Y. u. 11)
- Cal Omas (Y. u. ? – Y. u. 28)

## A bolygó megsemmisülése
Alderaan az elkészült első Halálcsillag első célpontja lett. Az akciót Wilhuff Tarkin nagymoff rendelte el annak érdekében, hogy ki tudja szedni Leia hercegnőből a lázadókkal kapcsolatos létfontosságú információkat. Úgy gondolta, otthona pusztulásának láttán a hercegnő felhagy majd az ellenkezéssel. Ebben azonban tévedett. Mindenesetre az Alderaan megsemmisítésével szerinte egy fontos lázadó-központot is fel tudtak számolni.
Amikor Tenn Graneet, a Halálcsillag egyik legfőbb lövésze elindította a megsemmisítési folyamatot, egy hatalmas, zöld szuperlézer indult meg a hiperanyag-reaktorból, majd szuper-fénysebességre gyorsított. Az így keletkezett sugárnyaláb a hiperűrbe tolta a bolygó tömegének nagyobb részét, melynek következtében a planéta felrobbant.
Ez a „gyakorlatozás” több milliárd érző lény életébe került. Olyan erős zavart okozott az Erőben, hogy Obi-Wan Kenobi is megérezte a katasztrófát. Tudatta is Luke Skywalkerrel az érzését, mely szerint több milliárd ember kiáltott fel egyszerre, majd hallgatott el. Nemcsak neki volt ilyen látomása: a Halálcsillagon az Erő-érzékeny rohamosztagos Nova Stihl is elájult a pusztulást követő Erő-hullám következtében, valamint Leia Organa is megérezte ugyanezt, habár viselkedésében közömbös maradt.
Ez a lépés azonban azt is eredményezte, hogy több ezren csatlakoztak a Szövetséghez, és sok bolygó nyílt lázadást indított a Középső-Peremen. Több alderaani csatlakozott a Szövetséghez ebben az időben, amikor megtudták, hogy mi történt szülőbolygójukkal. Ezek közé tartozott Tycho Celchu is, aki korábban TIE vadász-pilótaként tevékenykedett. A birodalom megpróbálta ugyan a felelősséget a lázadókra hárítani, de ezzel nem tudott túl sok alderaanit megnyerni magának.
Az Alderaan maradványai A temető  néven váltak ismertté a későbbiekben, valamint sok alderaani évente meglátogatta a bolygótörmelékeket, és ott állított rajtuk emlékművet szeretett hazájának és rokonainak emlékéül.
Mindazonáltal a megsemmisüléskor a bolygón kívül tartózkodó túlélő körülbelül 60 000 alderaani a Szövetségtől különleges státuszt kapott, annak győzelme után gyarmatosította Új Alderaant, és külön delegátust hozott létre az Új Köztársaság Szenátusában.
Később, Y. u. 19-ben derült fény arra, hogy a bolygó felrobbantását kiváltó egyik ok az Alderaani Királyi Könyvtárban tárolt, nyilvánosságra nem hozott adatmenyiség lehetett, melyek a caamasi mészárlás részleteit taglalták. Több magas rangú, szenátusi bothai is érintett volt ebben az ügyben akkoriban, a Caamas pajzsgenerátorai ellen végrehajtott szabotázsakciókban érintett bothaiak által. Az információk egy adatkártyán voltak rögzítve, melyet Wayland Tantiss-hegyénél talált meg egy Lak Jit nevű felbérelt kutató. Az Alderaanon annak katasztrófája idején egy caamasi túlélőcsoport is élt, akik megerősödésük után vissza akartak térni szülőbolygójukra. Megrögzött demokraták, a Régi Köztársaság hívei voltak. Az Alderaan elleni támadás ezt is meghiúsította.

## Megjelenése a filmekben
- Csillagok háborúja III: A Sith-ek bosszúja
- Csillagok háborúja IV: Egy új remény